# Missillac
Missillac is een gemeente in het Franse departement Loire-Atlantique (regio Pays de la Loire). De plaats maakt deel uit van het arrondissement Saint-Nazaire. Missillac telde op 1 januari 2022 5.619 inwoners.

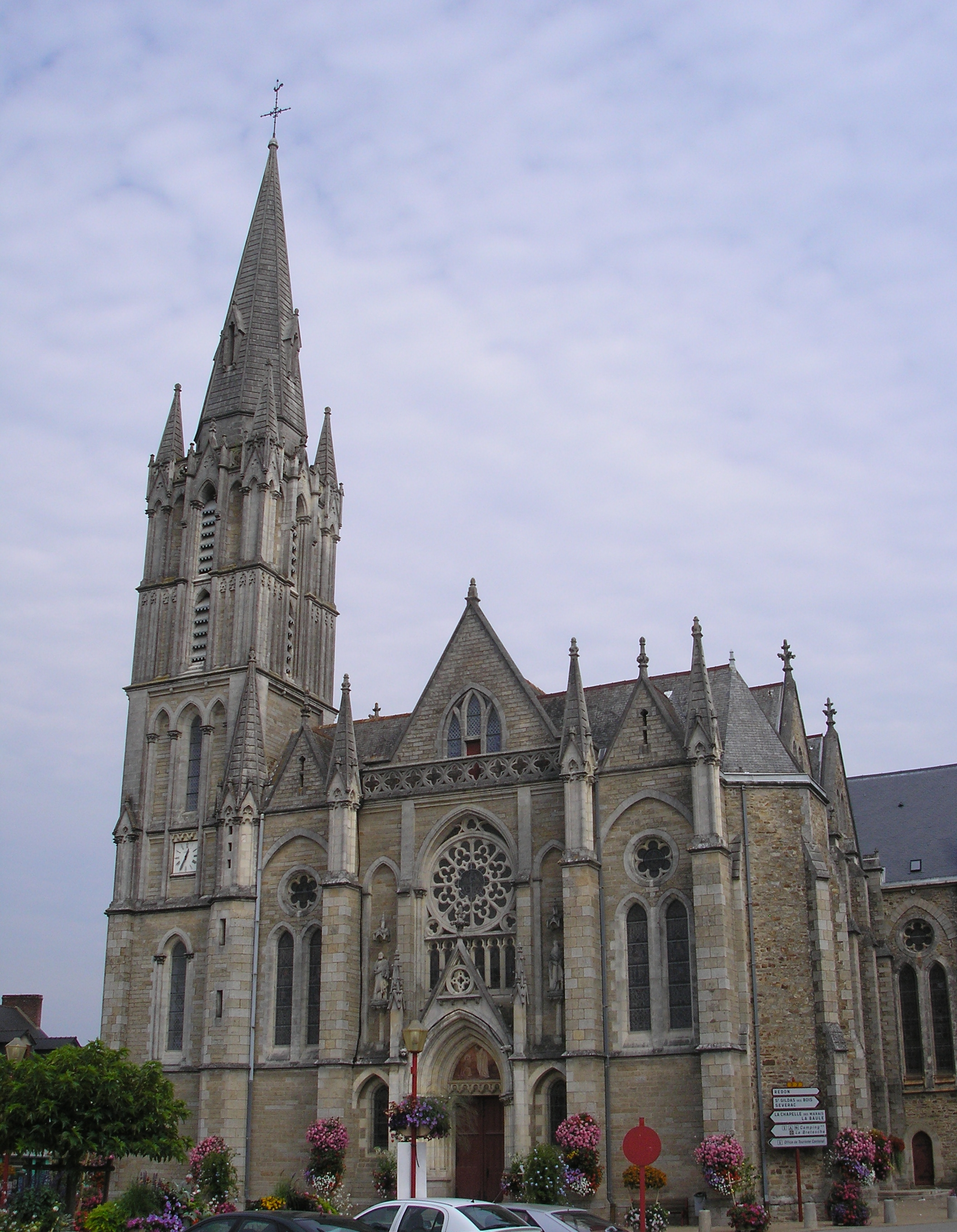
De Église Saint-Pierre-et-Saint-Paul

## Geografie
De oppervlakte van Missillac bedroeg op 1 januari 2022 59,55 vierkante kilometer; de bevolkingsdichtheid was toen 94,4 inwoners per km².

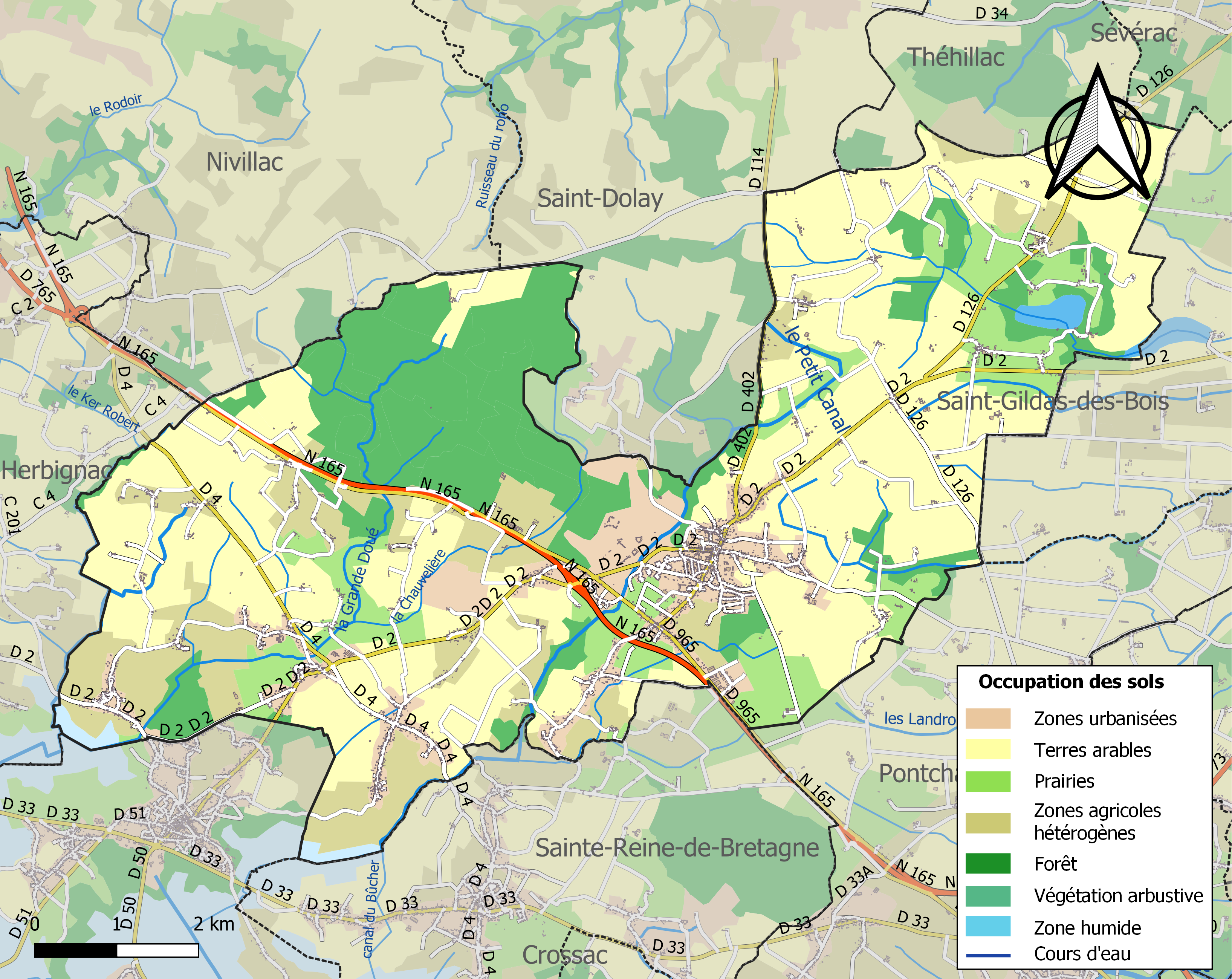
Kaart van de gemeente met de belangrijkste infrastructuur, bodemgebruik en omliggende gemeenten

## Demografie
Onderstaande figuur toont het verloop van het inwonertal (bron: INSEE-tellingen).